# Schlacht bei Liegnitz (1760)
Pirna – Lobositz – Prag – Gabel – Kolin – Groß-Jägersdorf – Moys – Roßbach – Breslau – Leuthen – Domstadtl – Olmütz – Neisse – Zorndorf – Hochkirch – Kay – Kunersdorf – Hoyerswerda – Maxen – Koßdorf – Landeshut – Liegnitz – Oschatz – Berlin – Wittenberg – Torgau – Döbeln – Burkersdorf – Reichenbach – Freiberg
Die Schlacht bei Liegnitz am 15. August 1760 war eine militärische Auseinandersetzung während des Siebenjährigen Krieges (1756–1763) in Schlesien. Dabei trafen preußische Truppen unter dem Befehl des Königs Friedrich II. auf ein österreichisches Heer unter dem Feldmarschall Gideon Ernst von Laudon. Die Schlacht endete nach nur wenigen Stunden am frühen Morgen mit einem Sieg der preußischen Truppen. Damit entkam Friedrich II. der Umklammerung seines Heeres, erreichte die Vereinigung mit dem Heer des Prinzen Heinrich von Preußen und eroberte Teile Schlesiens zurück.

## Vorgeschichte
Die Operationen des Jahres 1760 begannen erst im Juni. Friedrich II. ließ einen Teil seiner Truppen in Schlesien zurück, um diese Provinz gegen die Österreicher zu decken. Eine weitere Teilarmee unter Prinz Heinrich von Preußen, dem Bruder des Königs, stand östlich der Oder, um dort die russischen Truppen zu beschäftigen. Mit seiner Hauptarmee wandte sich Friedrich II. gegen das Kurfürstentum Sachsen, um der Bedrohung durch die Reichsarmee und einem österreichischen Korps zu begegnen. Während er dort operierte und vergeblich versuchte Dresden einzunehmen, ging eine starke österreichische Armee unter Gideon Ernst von Laudon gegen Schlesien vor, schlug die dort stehenden preußischen Truppen (→ Schlacht bei Landeshut) und eroberte die Festung Glatz. Friedrich II. brach deshalb die Operationen in Sachsen ab, um nach Schlesien zu eilen. Dabei folgten ihm allerdings die österreichische Hauptarmee unter Leopold Joseph von Daun und das Korps Lacy. Schließlich sah sich das preußische Heer mit etwa 24.000 Mann im Raum Liegnitz an der Katzbach Mitte August von den mehr als 90.000 Mann zählenden Kräften Dauns, Lacys und Laudons blockiert.

## Verlauf
Feldmarschall Daun fasste den Plan, in der Nacht vom 14. auf den 15. August 1760 über die Katzbach zu gehen und die preußischen Truppen einzuschließen. Seine Hauptarmee sollte die Preußen südlich umgehen, Lacys Korps hatte den Auftrag, weiter nach Westen ausholend den preußischen Rückzugsweg zu sperren, während Laudon die Preußen im Nordosten umgehen sollte. Ziel des Planes war es, die preußische Hauptarmee einzuschließen und aufzureiben, um somit den Krieg zu beenden.
Friedrich II. hatte allerdings selbst bereits beschlossen, die Nacht zu einem Abmarsch nach Norden an die Oder zu verwenden, um so die österreichische Stellung zu umgehen. Am Abend gegen 20 Uhr brach das preußische Heer auf und marschierte in mehreren Kolonnen entlang der Katzbach nach Nordosten. Dabei trafen bereits kurz nach Mitternacht Kavallerie-Einheiten auf die Truppen Laudons, die gerade zu ihrem Umgehungsversuch ansetzten. Die preußischen Reiter wurden zwar zunächst zurückgeschlagen, sie sammelten sich jedoch später wieder. Die preußische Infanterie und Artillerie marschierten währenddessen in Schlachtordnung auf und bei Sonnenaufgang gegen 4 Uhr begann der eigentliche Kampf zwischen etwa 14.500 Preußen (die anderen deckten den Rücken gegen Dauns Truppen) und dem etwa 32.000 Mann starken Korps Laudon. Die preußische Infanterie griff die österreichische Aufstellung an und durchbrach deren Linien. Nach nur etwa zwei Stunden war die Schlacht bereits vorüber und Laudon befahl den Rückzug.
Die Truppen Lacys hatten im Dunkel ihren Weg nicht gefunden und waren nur sehr langsam vorwärtsgekommen. Die Truppen Dauns verfolgten die Preußen nur zögerlich. Zunächst war deren Abmarsch gar nicht bemerkt worden, weil sie ihre Lagerfeuer hatten brennen lassen. Erst gegen 7 Uhr erfuhr Daun von Laudons Niederlage.

Verlauf der Schlacht nach Paul Baerecke (1906)
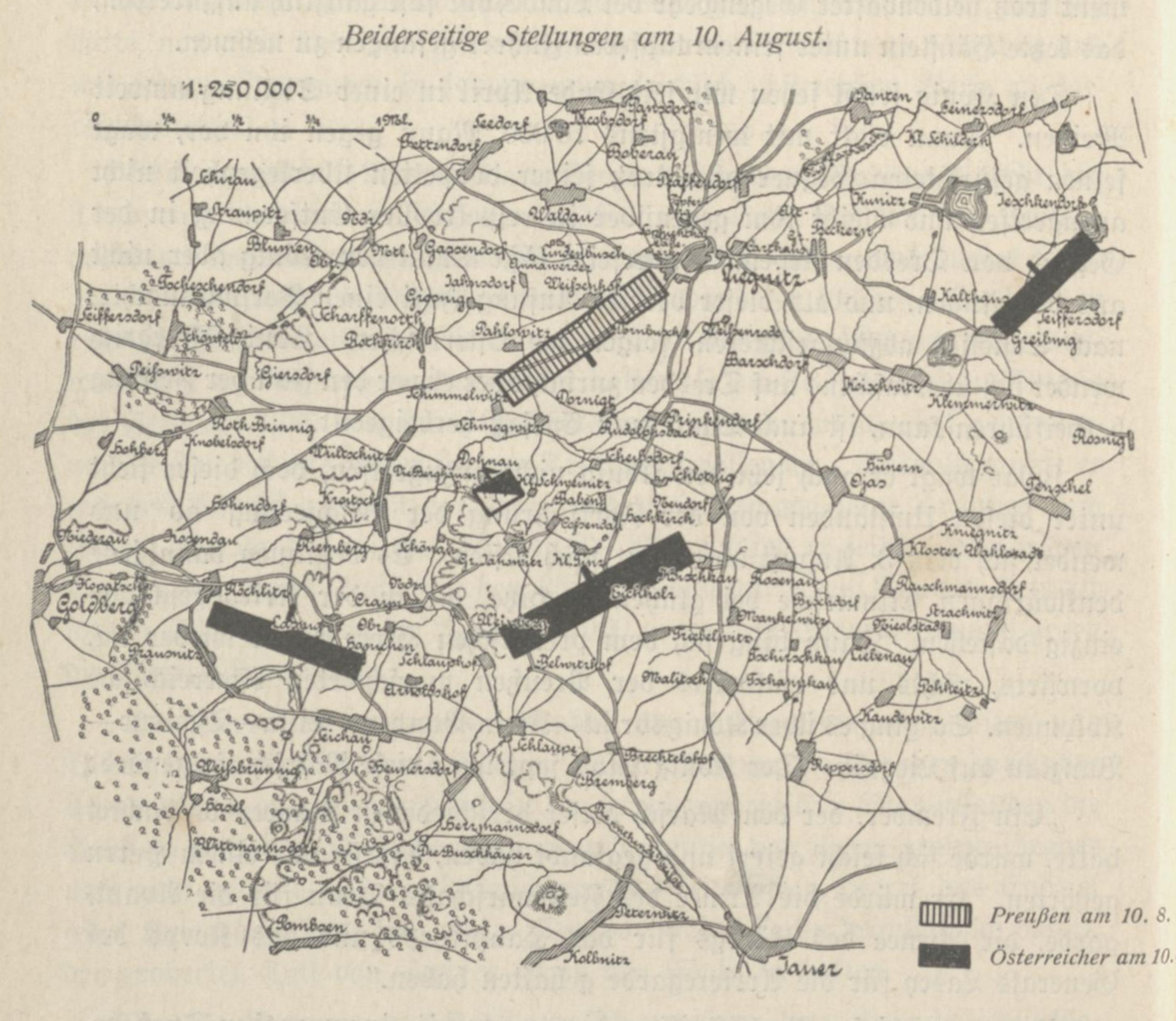
Stellungen am 10. August
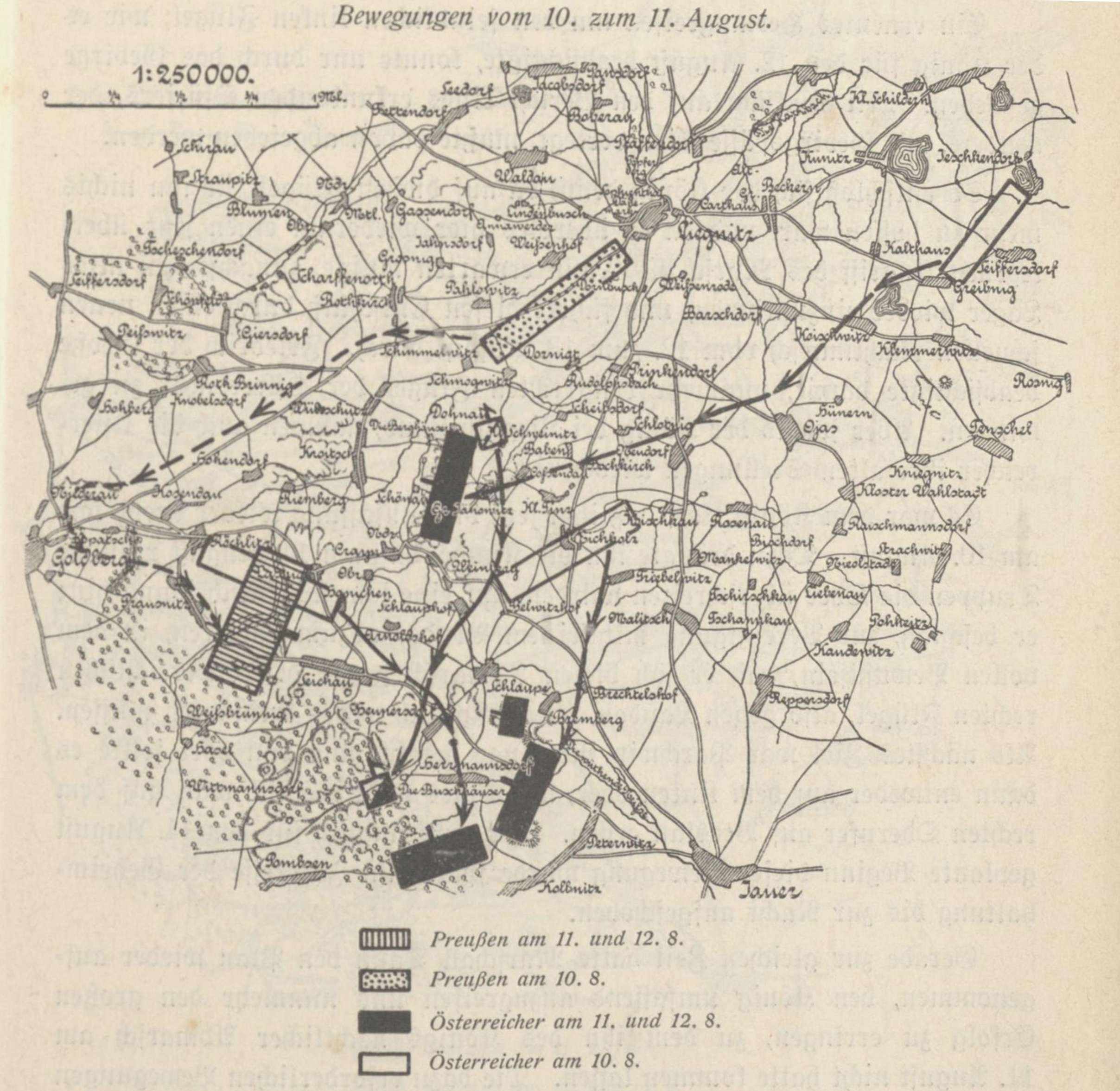
Bewegungen bis zum 12. August
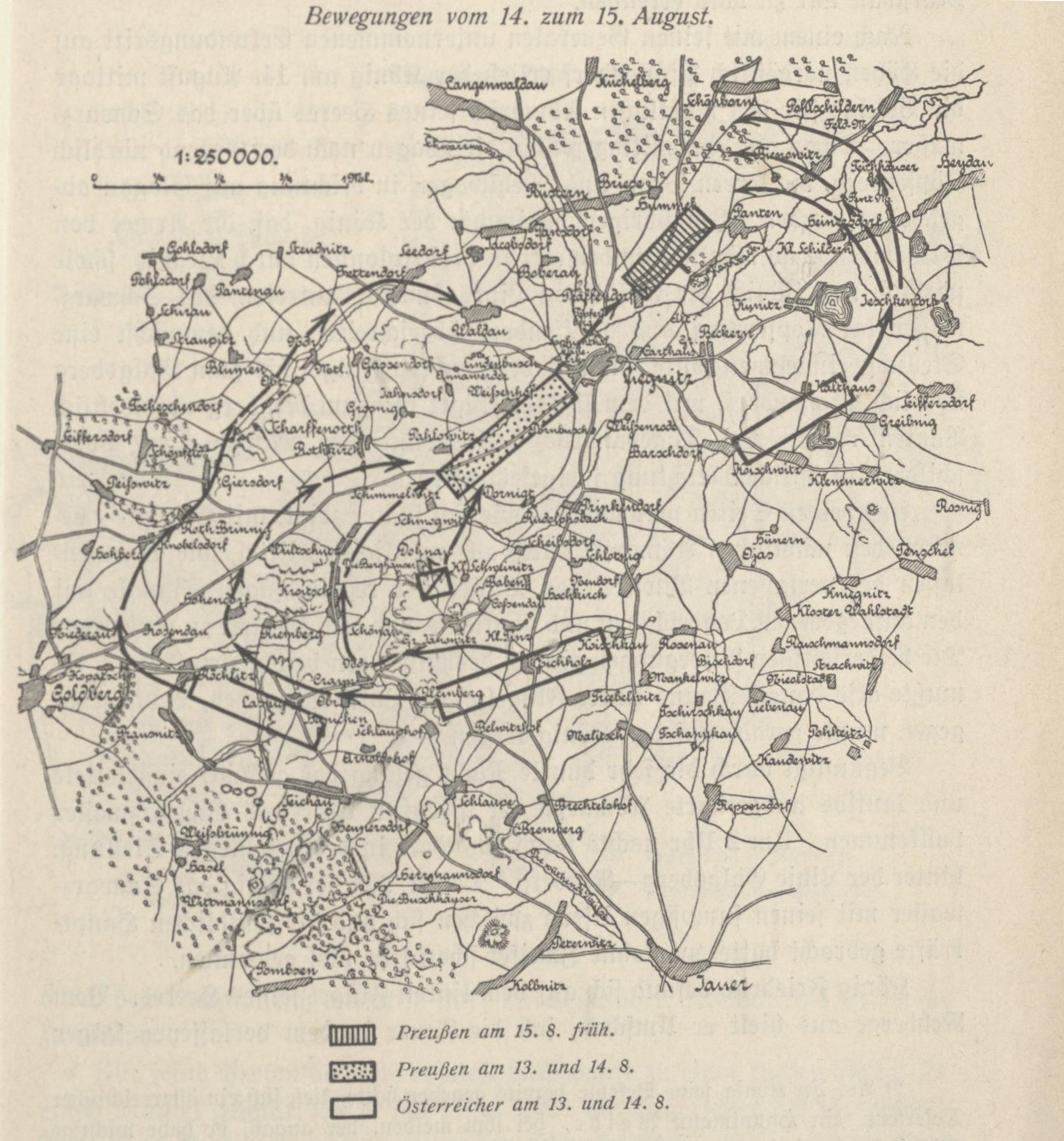
Bewegungen bis zum 15. August
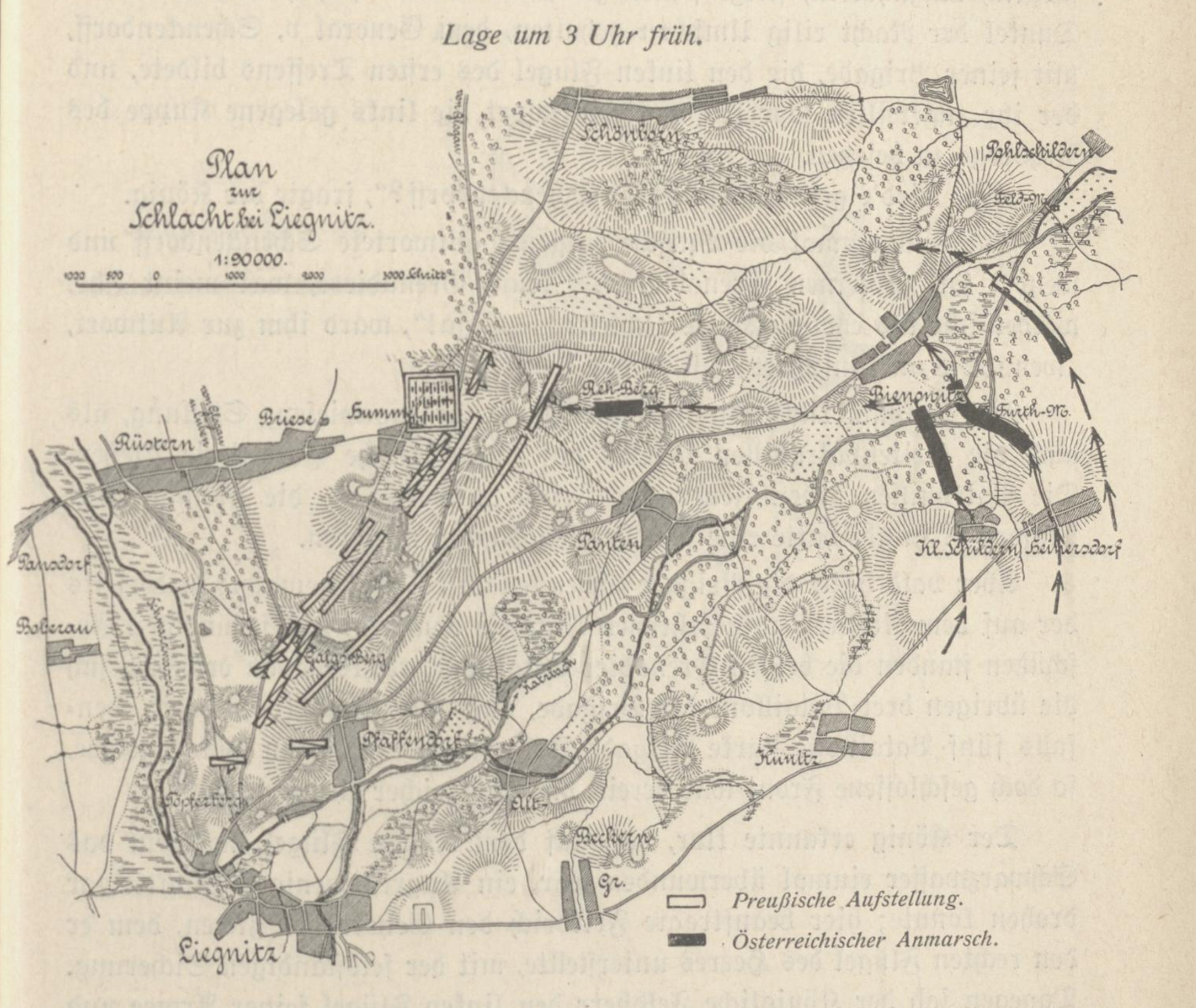
Lage am 15. August gegen 3 Uhr
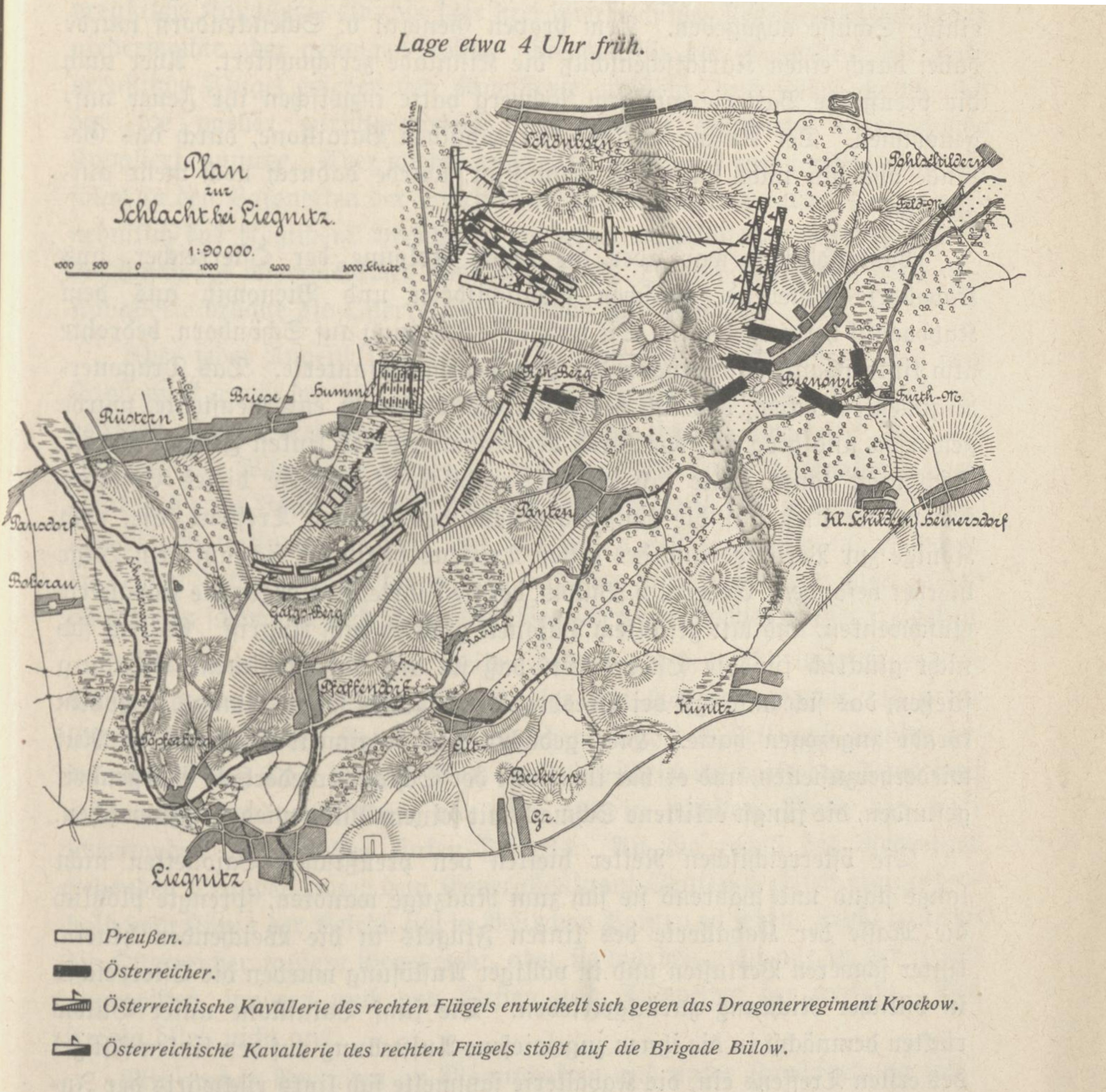
Lage am 15. August gegen 4 Uhr
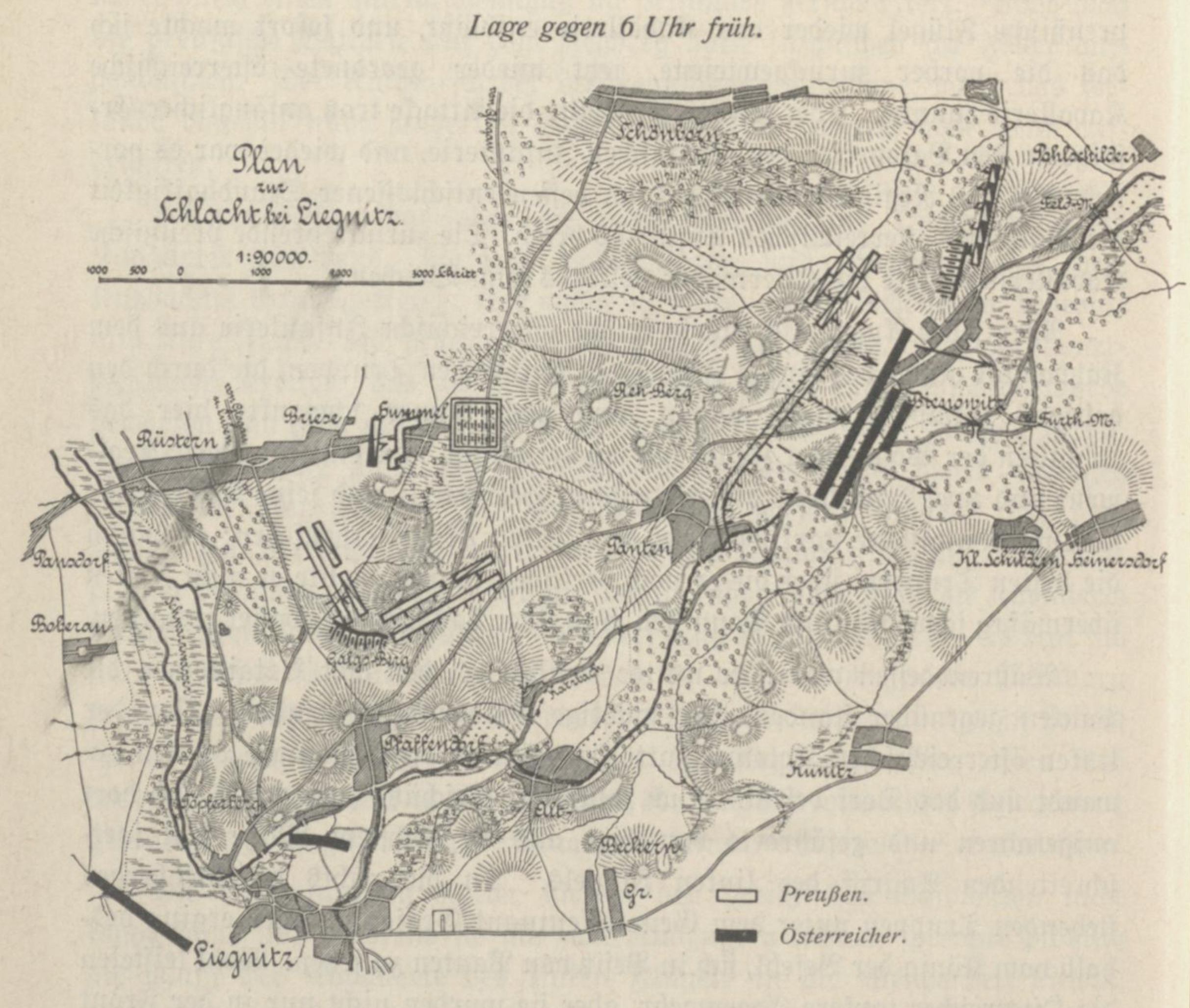
Lage am 15. August gegen 6 Uhr

## Ergebnis

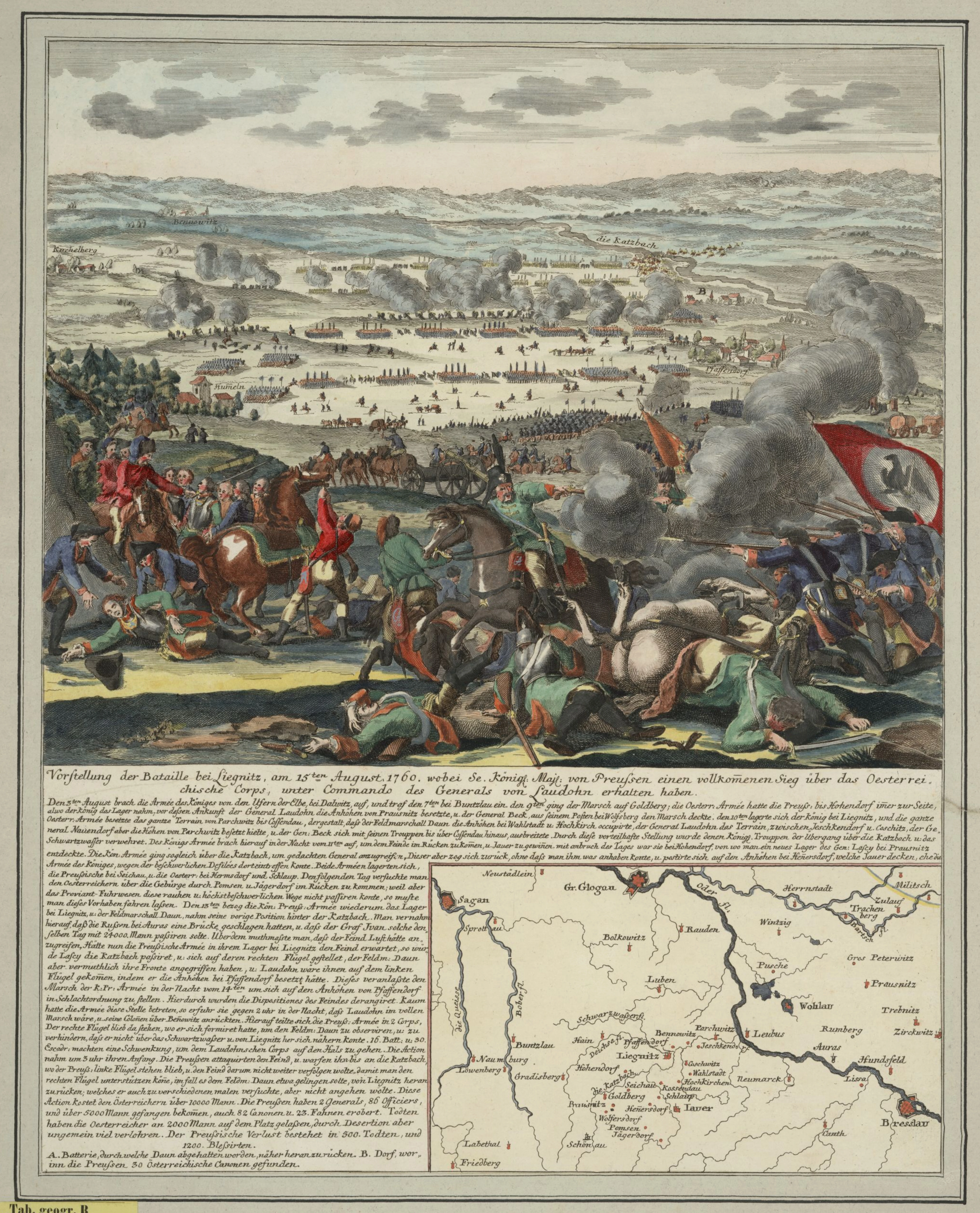
Zeitgenössische Darstellung der Schlacht, Radierung eines unbekannten Künstlers

Die Verluste der Schlacht werden von den Zeitzeugen sehr unterschiedlich angegeben. In der Fachliteratur sind am häufigsten folgende Angaben zu finden: Die Preußen hatten 92 Offiziere und 3.302 Soldaten verloren. Die Verluste der Österreicher beliefen sich allein an Gefangenen auf 88 Offiziere, 4.646 Soldaten sowie 80 erbeutete Geschütze. Zusätzlich hatten sie an Toten und Verwundeten 6 Generäle, 203 Offiziere und 3.594 Soldaten verloren. Relativ gesehen wogen jedoch die preußischen Verluste schwerer – Friedrich hatte 12,6 % seiner Heerestärke verloren, die Österreicher 8,3 %.
Im Ergebnis der Schlacht gelang es Friedrich II., sich der drohenden Umfassung zu entziehen. In den folgenden Tagen gelang die Vereinigung mit den Truppen des Prinzen Heinrich. Einige Zeit lang operierte Friedrich II. noch in Schlesien, doch Ende September zwang ihn ein russisch-österreichischer Angriff auf Berlin wieder zum Abmarsch. Wichtig ist jedoch auch die moralische Wirkung dieses ersten preußischen Schlachterfolges nach mehreren Niederlagen seit der Schlacht bei Hochkirch 1758.